# Leighfield
Leighfield – wieś w Anglii, w hrabstwie Rutland. Leży 7 km na południe od miasta Oakham i 131 km na północ od Londynu. W 2001 miejscowość liczyła 10 mieszkańców.